# Teleki–Tisza-kastély
A Teleki–Tisza-kastély a Teleki, majd a Tisza család kastélya a Pest vármegyei Nagykovácsin. Később nevelőotthonként, illetve kollégiumként működött. Az egyemeletes, magastetős, alápincézett klasszicista épület tíz hektáros telken, ősfás parkban szabadon áll. A parkon keresztülfolyik az Ördög-árok.
Műemlék, műemlékvédelmi lajstromszáma 7122.

## Történelem
A kastély 1840 körül épült. Először Wattay-kastély; később a Teleki család, majd a Tisza család tulajdonába került. Mindkét család vadászkúriaként használta, és elsősorban vadászidényben látogatta. 1849 májusában Görgei Artúr itt rendezte be főhadiszállását. Többször átalakították. Tisza Lajos az 1880-as években Benedicty József tervei alapján átépíttette, ekkor került a homlokzatra a Tisza család címere. Utolsó birtokosa 1946-ban Tisza Lajos Kálmán, Tisza István korábbi miniszterelnök unokája volt.
A II. világháború után államosították. 1956-ban itt volt Király Béla nemzetőrségének utolsó szálláshelye.
1958-tól a Vidékfejlesztési Minisztérium elődintézményeinek fenntartásában működő Erdészeti Nevelőotthonként funkcionált, ahol a településektől távol élő és dolgozó erdészcsaládok általános iskolás gyermekei kaptak bentlakásos oktatást és nevelést. 1992-ben megalakult az FVM Mezőgazdasági Szakképző Intézete és Nevelőotthona, melynek fő profilja a középfokú szakoktatás, kollégiumi nevelés, valamint szakmai tanfolyamok és rendezvények szervezése. Az intézmény neve 2004-ben FVM Mezőgazdasági Szakképző Iskola és Kollégiumra módosult. 2007-ben jogutódja a Mezőgazdasági, Erdészeti Szakképző Iskola, Kollégium és FVM Gyakorlóiskola, Piliscsaba lett. 2008-ban a kastély épületében működő kollégium megszűnt. Az épületet kiürítették, használata megszűnt, állapota az évek során leromlott.

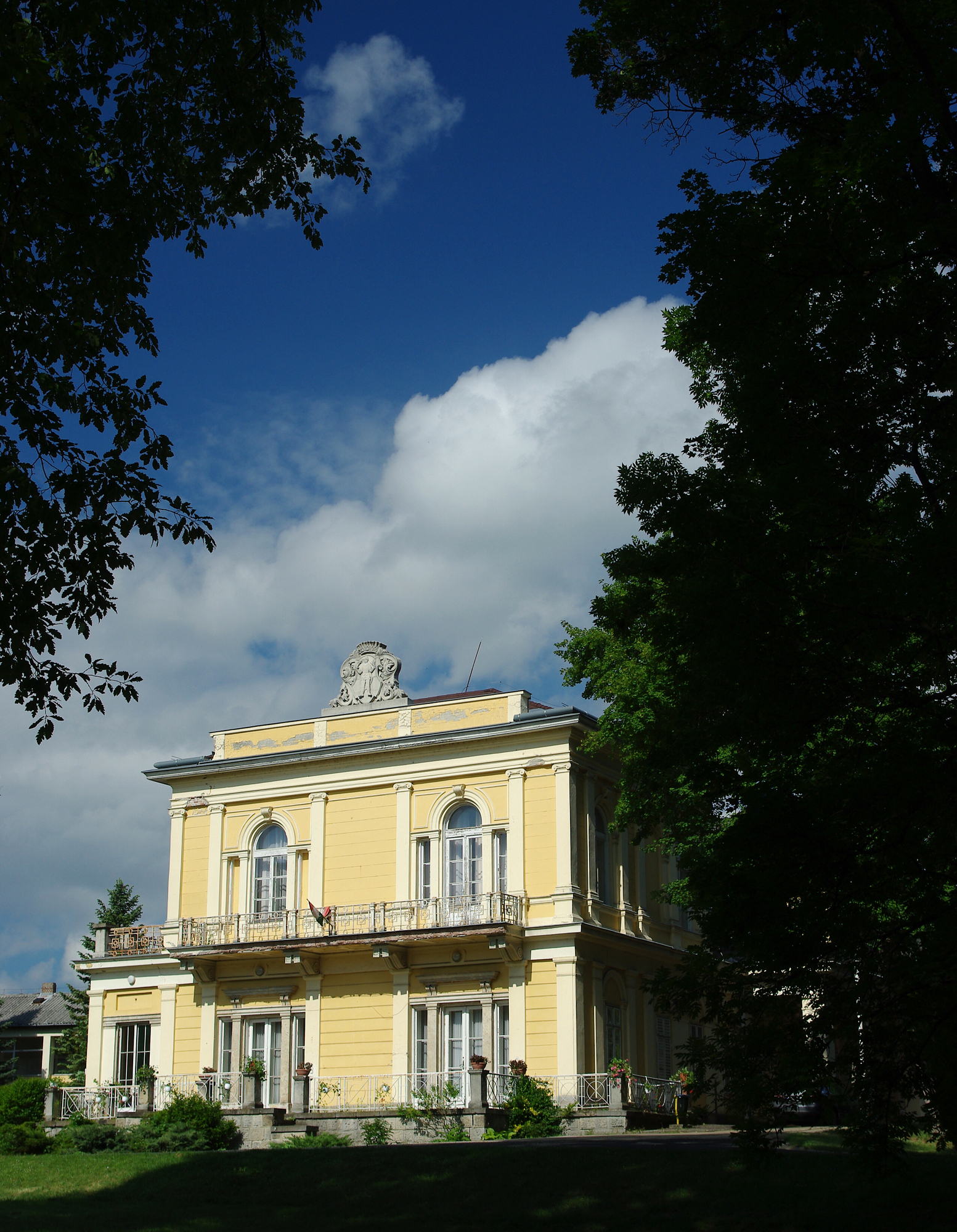
A kastély 2012-ben

2012 decemberében Nagykovácsi önkormányzata a Magyar Cserkészszövetséggel párhuzamosan kezdeményezte az állami tulajdonú épület ingyenes önkormányzati tulajdonba adását. A kastélyt és parkját az Egyes állami és önkormányzati ingatlanok ingyenes tulajdonba adásáról szóló 2013. évi CXVIII. törvény értelmében a Magyar Cserkészszövetség kapta meg. A terület birtokba adására 2014. március 8-án került sor. A cserkészszövetség az ingatlanon gyerek- és ifjúsági központot alakított ki, ahol gyerekek táboroztatását, szabadidős és felzárkóztató foglalkoztatását biztosítják, valamint képzéseket, nemzetközi konferenciákat tartanak. A Magyar Kormány A Nagykovácsi Kastélypark Komplexum fejlesztéséhez a rendkívüli kormányzati intézkedésekre szolgáló tartalékból történő előirányzat-átcsoportosításról szóló 1517/2013. (VIII. 1.) Korm. határozata a fejlesztéshez 2,5 milliárd forintot biztosít. A fejlesztés további forrása a KEOP-5.5.0/A/12 pályázaton Nagykovácsi Kastélykert Oktatási épület épületenergetikai fejlesztése címen elnyert 30 792 620 Ft. A felújított kastély átadásán, 2018. május 27-én Orbán Viktor miniszterelnök is beszédet mondott.

## Közlekedés
A kastély a 63-as busz Teleki-Tisza-kastély megállójánál található.

## Kultúra
A kastély és parkja több film forgatásánál szolgált helyszínül. Itt forgatták 1985-ben Bujtor István Az elvarázsolt dollár című filmjének több jelenetét; a filmbéli kastély amúgy a Balaton közelében volt. 2005-től a Jóban Rosszban című magyar szappanopera számos külső jelenetét vették fel ugyanitt, a sorozatban a kastély a Csillagvirág klinikát „alakítja”. Szintén itt forgatták 2014-ben a Rucomil című szatírát is, amelynek a történet szerinti helyszíne egy elmegyógyintézet volt.